# Fowleria marmorata
Fowleria marmorata és una espècie de peix pertanyent a la família dels apogònids.

## Morfologia
Pot arribar a fer 7,5 cm de llargària màxima. Vuit espines i 9 radis tous a l'aleta dorsal i 2 espines i 8 radis tous a l'anal. És de color marró vermellós amb 10 franges fosques. Aletes vermelloses. Presenta una taca reflectant de color gris blavós a negre (de vegades, amb les vores de color blanc) a l'opercle. Línia lateral incompleta.

## Hàbitat
És un peix marí, associat als esculls i de clima tropical (30°N-24°S) que viu entre 0-37 m de fondària.

## Distribució geogràfica
Es troba des del mar Roig fins a les illes de la Línia, les illes Marqueses, les illes de la Societat, les illes Ryukyu, el sud de la Gran Barrera de Corall i la Micronèsia.

## Observacions
És inofensiu per als humans i de costums nocturns.